# 第5独立自動車化狙撃旅団 (ロシア陸軍)
アレクサンドル・ザハルチェンコ名称第5独立自動車化狙撃旅団（アレクサンドル・ザハルチェンコめいしょうだい5どくりつじどうしゃかそげきりょだん、ロシア語: 5-я отдельная мотострелковая бригада имени А. В. Захарченко）は、ロシア陸軍の旅団。第51親衛諸兵科連合軍隷下。

## 概要

### ドンバス戦争

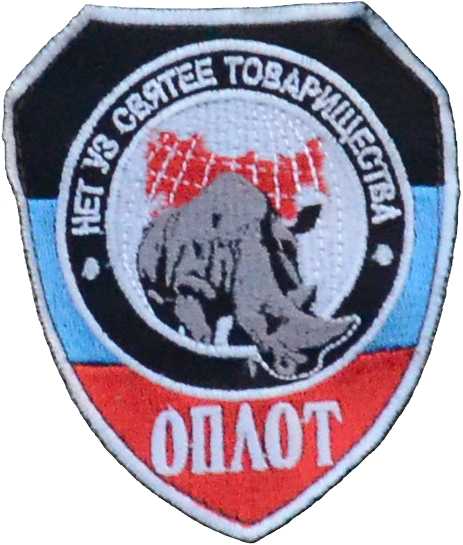
旧第5独立自動車化狙撃旅団章

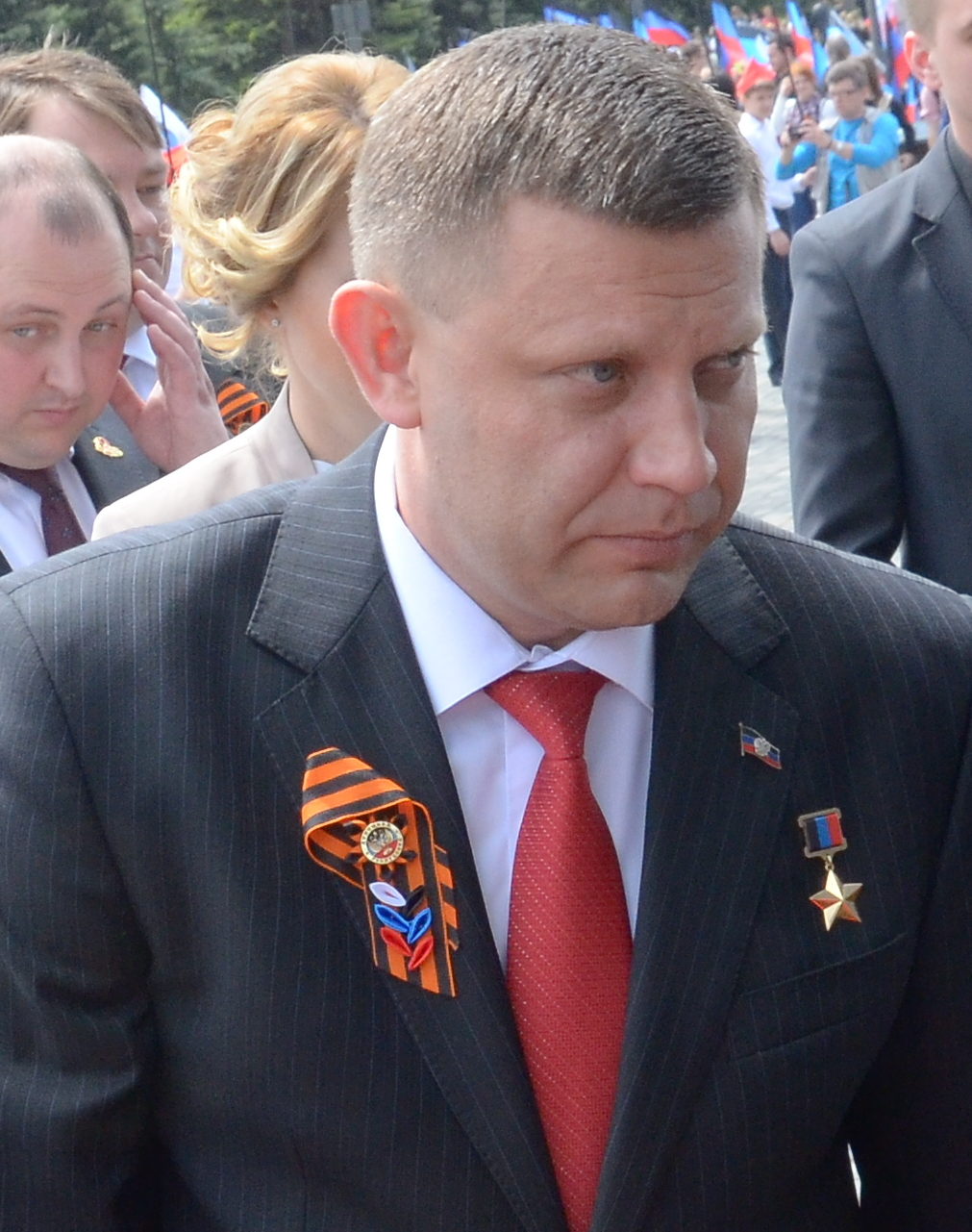
アレクサンドル・ザハルチェンコ旅団長

2014年6月、ドンバスの親ロシア派分離主義勢力オプロート大隊として占領下のウクライナ・ドネツィク州（自称ドネツク人民共和国）で創設された。同月からドンバス戦争に投入され、12月に部隊増強に伴い、第5独立自動車化狙撃旅団に改編された。
2018年8月、ドネツィク州ドネツィクでアレクサンドル・ザハルチェンコ旅団長が爆死した。

### ロシアのウクライナ侵攻
ドンバス戦争で最前線の東部ドネツィク州に配備されていたため、ロシアのウクライナ侵攻はそのまま開戦し、東部ドネツィク州ヴォルノヴァーハ、マリウポリ、東部ルハーンシク州ポパスナの占領に貢献した。
2022年12月、ロシアのドネツク人民共和国併合で正式にロシア陸軍に編入した。

#### 東部・南ドネツク戦線
2023年3月、東部ドネツィク州ヴォルノヴァーハ地区に再配置され、ヴフレダール方面で攻勢を開始したが、中隊長を含む戦死者304人、戦傷者22人の損害を受けて撃退された。団員は撤退が許可されず指揮官に突撃しなければ銃で撃つと脅され、病院での治療費も自費のため、ウラジーミル・プーチン大統領に待遇改善を嘆願した。

#### 東部・アウディーイウカ戦線
2023年5月、東部ドネツィク州ポクロウシク地区に再配置され、第42親衛自動車化狙撃師団、第150自動車化狙撃師団と共に攻勢を開始したが、マリンカ方面で撃退された。2024年11月にパーヴェル・クリメンコ旅団長がウクライナ軍のドローン攻撃で戦死した。

## 編制
- 旅団司令部
- 第1自動車化狙撃大隊
- 第2自動車化狙撃大隊
- 第3自動車化狙撃大隊
- 戦車大隊
- 旅団砲兵群
  - 本部中隊
  - 第1自走砲大隊
  - 第2自走砲大隊
  - ロケット砲大隊
  - 対戦車砲大隊
- 高射ミサイル大隊

- 偵察大隊
- 工兵大隊
- 通信大隊
- 兵站大隊
- 狙撃中隊
- 整備中隊
- 電子戦中隊
- NBC防護中隊
- 衛生中隊
- 無人機中隊

## 出身者
- アレクサンドル・ザハルチェンコ